# Detransition
Detransition, seltener auch Retransition, bezeichnet das Ablegen der Identifikation mit einem anderen Geschlecht und das ganz oder teilweise Rückgängigmachen der geschlechtlichen Transition in sozialer, rechtlicher oder körperlicher Hinsicht.
Es gibt bislang nur wenige Informationen von Therapeuten und Ärzten, aus denen sich Hinweise ergeben, wie häufig das Phänomen der Detransition insgesamt sein kann. Es gibt gleichzeitig mit der Zunahme von Menschen, die den Weg einer Transition gehen, in den Medien Berichte über eine wachsende Zahl von Menschen, die sich zur Detransition entschieden haben und über ihren Lebensweg und die Motivationen berichten.
Das Thema der Detransition sorgt regelmäßig für Kontroversen, die den verschiedenen Sichtweisen von transgender, christlichen, konservativen und radikalfeministischen Interessenvertretern auf Transsexualität allgemein geschuldet sind.

## Begriff

### Begriff und Merkmale einer Detransition

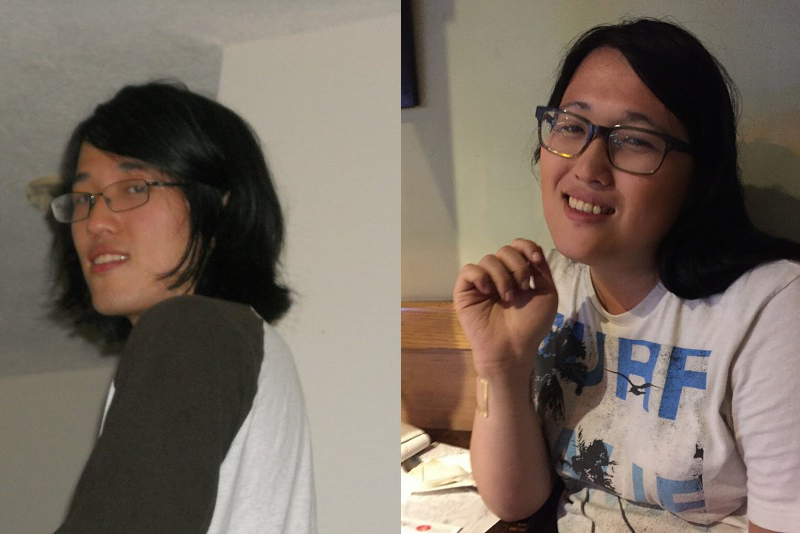
Auswirkungen einer zweijährigen Hormonersatztherapie bei der Transition von Mann zu Frau

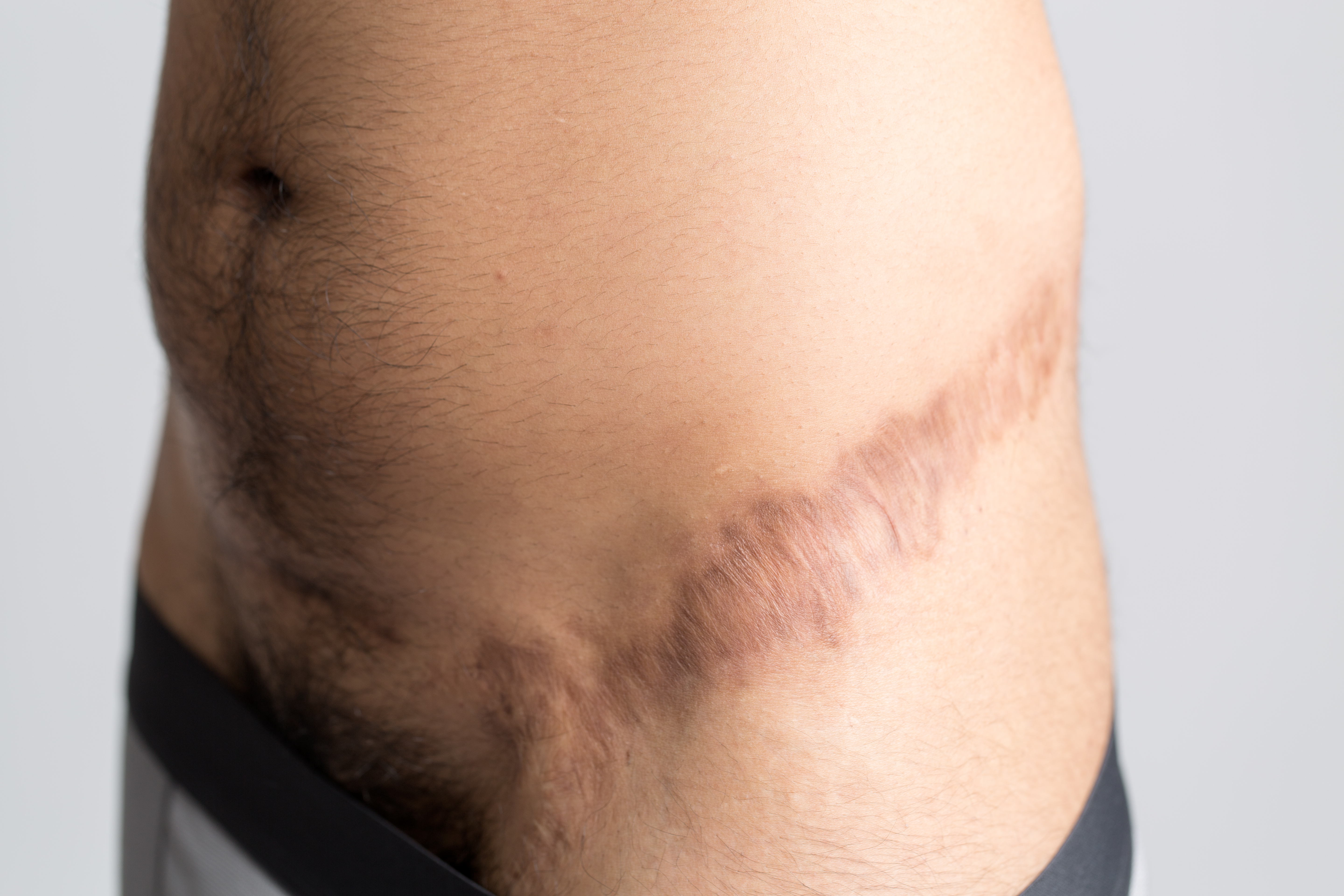
Narbe einer Hauttransplantation für die Vorbereitung einer Phalloplastie bei einem Transmann

Der Begriff „Transition“ bezeichnet den Vorgang, bei dem eine sich als transsexuell, transgender oder transident identifizierende Person ihr Erscheinungsbild so ändert, dass sie einem anderen Geschlecht entspricht. Im deutschen Sprachgebrauch werden auch häufig fälschlicherweise der Begriff der „Geschlechtsumwandlung“ (der von Therapeuten wie Betroffenen nicht mehr benutzt wird) oder der „Geschlechtsangleichung“ beziehungsweise „Geschlechtsanpassung“ verwendet. Man kann die soziale, rechtliche und körperlich-medizinische Transition unterscheiden. Die soziale Transition kann die Änderung der Kleidung und Haartracht beinhalten sowie den (noch nicht gerichtlich bestätigten) Wechsel des Vornamens und der Personalpronomen (beispielsweise „er“ statt „sie“). Die rechtliche Transition entspricht in Deutschland der personenstandsrechtlichen Anpassung des Vornamens an die erlebte Geschlechtszugehörigkeit und die Änderung der personenstandsrechtlichen Geschlechtszuordnung nach den Vorgaben des Transsexuellengesetzes, die seit 2011 keine medizinischen Voraussetzungen mehr enthalten.
Geschlechtsangleichende Maßnahmen in körperlich-medizinischer Hinsicht sind die Hormonersatztherapie und geschlechtsangleichende Operationen, denen sich jedoch nicht alle Transpersonen unterziehen. Bei der Hormonersatztherapie werden Geschlechtshormone des Wunschgeschlechts, also Testosteron beziehungsweise Estrogene, verabreicht; bei Transfrauen zusätzlich noch sogenannte Hormonblocker. Geschlechtsangleichende Operationen sind bei Transmännern vor allem die Mastektomie, Hysterektomie und Phalloplastie, bei Transfrauen vor allem die Brustvergrößerung und die Kolpopoese (das heißt das Anlegen einer Neovagina), gegebenenfalls aber auch eine sogenannte Facial Feminization Surgery, bei der die männliche Gesichtsform feminisiert wird.
Das Präfix „de-“ bei „Detransition“ steht für das Rückgängigmachen der Transition. Seltener wird auch der synonyme Begriff der „Retransition“ verwendet. Im Englischen werden Personen, die eine Detransition unterlaufen, als Detransitioners bezeichnet; ein deutscher Begriff hat sich noch nicht herausgeprägt. In sozialer und rechtlicher Hinsicht werden bei einer Detransition entweder der Geburtsname oder ein anderer Name, der dem Geburtsgeschlecht entspricht und die Pronomen angenommen, die zum Geburtsgeschlecht passen. Zudem wählen viele Detransitioners Kleidung, die ihrem ursprünglichen Geschlecht entspricht; teilweise kleiden sie sich aber auch weiterhin nicht geschlechtskonform oder in unisex Kleidung. Insbesondere Männer, die zeitweise als Transfrauen lebten, entscheiden sich wieder für typischere kürzere männliche Frisuren. Hat sich bei einer Frau, die zeitweise als Transmann gelebt hat, infolge einer Hormontherapie Gesichtsbehaarung eingestellt, ist dies nicht rückgängig zu machen, ebenso wie die durch Testosteron ausgelöste Vertiefung der Stimme. Bei Einstellung der Hormontherapie entwickelt sich der Körper zu seiner ursprünglichen Fettverteilung zurück und bei einstigen Transmännern setzt die Menstruation nach einiger Zeit üblicherweise wieder ein, sofern sie sich nicht einer Hysterektomie unterzogen haben. Die Fertilität kann durch eine Hormonbehandlung, auch wenn keine geschlechtsangleichenden Operationen stattgefunden haben, jedoch beeinträchtigt sein. Geschlechtsangleichende Operationen an den Genitalien können in der Regel nicht rückgängig gemacht werden. Es gibt Berichte über Einzelfälle von Phalloplastien bei Männern, die sich während ihrer Zeit als Transfrau Hoden und Penis abnehmen lassen hatten.

### Abgrenzung einer Detransition vonDesistance
Im Kontext von Kindern und Jugendlichen, die sich in Behandlung bei Gender-Spezialisten begeben, gegebenenfalls Pubertätsblocker und Hormone des erlebten Geschlechts einnehmen, sich aber im Laufe der individuellen Therapie nicht für geschlechtsangleichende Operationen entscheiden, wird vornehmlich der Begriff der Desistance (deutsch: Abstandnahme) verwendet, wenn sie sich entscheiden, ihre Geschlechtstransition nicht weiter zu verfolgen, und die Behandlung einstellen.
In der Diskussion über die Häufigkeit werden je nach ideologischer Position die Häufigkeit eines Verzichts im Kindesalter mit der nach Einsetzen der Pubertät vermischt. Auch bestehen Zweifel darüber, ob die Angaben des häufig zitierten Autors Kenneth J. Zucker nach anerkannten wissenschaftlichen Maßstäben ermittelt wurden.
Eine Bezeichnung für die in dieser Form abstandnehmende Person ist Desister. Das Antonym zur Desistance ist die sogenannte Persistence (deutsch: Beharren), die umschreibt, dass Kinder und Jugendliche bis ins Erwachsenenalter beständig an der Überzeugung festhalten, dass ihre Genderidentität nicht ihrem Geburtsgeschlecht entspricht.

## Häufigkeit und Motivationen
Insgesamt gibt es wenig Forschung zu Detransitionen, der Großteil der bestehenden Literatur kommt aber zu dem Schluss, dass sie relativ selten sind. Grundsätzlich wird der Anteil derjenigen, die eine Detransition vornehmen, mit 1 % bis 13 % angegeben, wobei diese bei neueren Studien gestiegen ist und häufig die Abbruchsquoten bei den Studien verhältnismäßig hoch sind, weswegen es noch weitere Forschung benötigt. Außerdem gibt es Erkenntnisse, dass nur 24 % derjenigen, die eine Detransition machen, ihren Hausarzt informieren. Bei der Häufigkeit der Desister bei Kindern und Jugendlichen ist auf die Unterscheidung in Kinder vor der Pubertät, Tanner-1-Stadium, und Jugendliche, Tanner-2-Stadium und später, zu unterscheiden. Da bei Kindern vor Einsetzen der Pubertät eine medizinische Intervention zur Verhinderung der Ausprägung sekundärer Geschlechtsmerkmale nicht notwendig ist, wird diese auch nicht durchgeführt und ein Desistieren ist nicht mit Jugendlichen oder Erwachsenen zu vergleichen.

### Häufigkeit vonDesistance
Für eine Studie, die 2008 veröffentlicht wurde, befragten Forscher Jugendliche und junge Erwachsene, die in ihrer Amsterdamer Klinik im Kindesalter wegen Geschlechtsdysphorie behandelt wurden. Von den 77 ehemaligen Patienten meldeten sich 54 zurück. Von ihnen gaben 21, also rund 39 %, an, weiterhin an Geschlechtsdysphorie zu leiden; fast alle davon waren homosexuell oder bisexuell. Die 33 Desister (rund 61 %) hingegen waren überwiegend heterosexuell, die Hälfte der männlichen Desister homosexuell. Insgesamt sei Geschlechtsdysphorie im Kindesalter jedoch indikativ für eine homo- oder bisexuelle Orientierung. Im Vergleich mit den Persistern stellte sich heraus, dass sie schon bei der ersten Behandlung weniger starke Anzeichen von Geschlechtsdysphorie gezeigt hatten.
Eine spätere Studie, für die Kinder und Jugendliche beobachtet wurden, die sich erstmals zwischen 2000 und 2008 an die Amsterdamer Klinik wandten, konnte ein ähnliches Ergebnis verzeichnen: Von 127 dieser ehemaligen Patienten wurden 47 (also rund 37 %) als Persister eingestuft; sie fragten auch noch Jahre später Hormonbehandlungen und geschlechtsangleichende Operationen an. 80 ehemalige Patienten (rund 63 %) hatten sich hingegen nicht erneut an die Klinik gewandt, welches die einzige im Land ist, die Behandlungen bei Geschlechtsidentitätsstörungen anbietet, und wurden deshalb als Desister eingestuft.
Es wird kritisiert, dass diese Desistance Studien methodologische Fehler aufwiesen, und von einem Desistance Myth gesprochen.
Eine umfangreiche Studie (n= 710) des Australian Family Court sieht den Anteil an Desistern in etwa bei vier Prozent.

### Häufigkeit der Reue und der Detransition
Der Psychiater Friedemann Pfäfflin des Universitätsklinikums Ulm veröffentlichte 1993 eine Studie zur Reue nach einer geschlechtsangleichenden Operation, bei der er sich auf 295 Patienten bezog, die sich in den vergangenen 30 Jahren derartigen Eingriffen unterzogen hatten, darunter sowohl Patienten, die sich bei ihm behandeln ließen, als auch Fälle, die bereits in der wissenschaftlichen Literatur besprochen worden waren. Er kam zu dem Ergebnis, dass Transmänner in seiner Untersuchungsgruppe keine Reue zeigten und auch nur weniger als 1 % der Operierten, deren Fälle in der Literatur behandelt wurden. Bei Transfrauen lag der Anteil der Bereuenden hingegen zwischen 1 % und 1,5 %.
1998 hatten sich rund 1100 Menschen (800 Transfrauen, 300 Transmänner) in den Niederlanden einer geschlechtsangleichenden Operation unterzogen. Für eine Studie zur Reue nach einer solchen Operation konnten die Forscher zehn dieser Personen gewinnen, neun Transfrauen und einen Transmann. Mithin empfanden mindestens 0,9 % aller Operierten in den Niederlanden Reue nach der Operation. Im Durchschnitt stellten sich bei ihnen 1,4 Jahre nach dem Eingriff Gefühle der Reue ein. Sieben der zehn Personen hatten sich entschieden, wieder permanent in ihrem Geburtsgeschlecht zu leben. Mit Ausnahme einer befragten ehemaligen Transfrau gaben alle an, dass sie sich, wären sie noch einmal mit der Frage konfrontiert, nicht mehr für eine geschlechtsangleichende Operation entscheiden würden. Sechs Personen machten eine falsche Diagnose für die bereute Entscheidung verantwortlich; drei warfen den Behandelnden sogar Inkompetenz vor. Andere Gründe waren soziale Isolation, enttäuschende Operationsergebnisse und das plötzlich nachlassende Bedürfnis, als Frau zu leben. Sieben der zehn Personen hatten bereits vor der geschlechtsangleichenden Operation Zweifel an ihrer Entscheidung.
Die umfassendste Studie zum Thema der Detransition untersuchte alle 767 Personen (davon 289 weiblich Geborene und 478 männlich Geborene), die in Schweden zwischen 1960 und 2010 einen Antrag auf eine geschlechtsangleichende Operation gestellt hatten. Bei 681 dieser Personen fand letztlich eine geschlechtsangleichende Operation statt; ein Teil der Antragstellenden hatte den Antrag zurückgezogen. Insgesamt hatten bis zum Zeitpunkt der Studie 15 der 681 Personen, also rund 2,2 %, einen Antrag gestellt, die Geschlechtsangleichung rückgängig machen zu lassen. Die Zahl setzte sich zusammen aus fünf weiblich geborenen Personen (2 %) und zehn männlich geborenen Personen (2,3 %). Der Anteil der Personen, die ihre Geschlechtsangleichung bereuten, nahm im Zeitraum von 1960 bis 2010 signifikant ab. Weiblich Geborene stellten den Antrag auf Rückkehr zum Geburtsgeschlecht im Durchschnitt nach 7,5 Jahren, männlich Geborene im Durchschnitt nach 8,5 Jahren.
Eine Umfrage unter 46 Chirurgen, die 2016 an der Konferenz der World Professional Association for Transgender Health (WPATH) oder 2017 an der Konferenz der United States Professional Association for Transgender Health (USPATH) teilgenommen und insgesamt 22.725 transgender Patienten behandelt hatten, offenbarte, dass 49 % von ihnen nie einen Patienten hatten, der sie über Reue nach der geschlechtsangleichenden Operation informierte. Insgesamt hätten sich 62 der Patienten (rund 0,27 %) wegen Reue an ihre ehemaligen Chirurgen gewendet, davon 13, die Brustoperationen bedauerten, und 45, die Reue wegen Operationen an den Genitalien empfanden. Gründe, die für die Reue angegeben wurden, waren den Ärzten zufolge ein Wandel in der Wahrnehmung der eigenen Geschlechtsidentität, fehlende familiäre oder soziale Unterstützung, Probleme in romantischen Beziehungen sowie chronische Schmerzen nach der Operation.
Eine systematische Übersichtsarbeit kam 2021 zu dem Ergebnis, dass die Prävalenz von Reue nach geschlechtsangleichenden Operationen unter 1 % liege. Zu den Hauptgründen für Reue zählen waren psychosoziale Schwierigkeiten mit der neuen Geschlechterrolle und unzufriedenstellende Ergebnisse der Operationen. Der Anteil von Menschen, die geschlechtsangleichende Operationen bereuen, ist somit geringer als der Anteil an Menschen die vergleichbare elektive Operationen oder Lebensentscheidungen wie Tätowierungen bereuen. Es ist allerdings möglich, dass in Studien zur Reue bei geschlechtsangleichenden Operationen der Anteil der Bereuenden unterschätzt wird, weil betroffene Personen z. B. befürchten, durch das Äußern von Reue den Zugang zu geschlechtsangleichenden Personen für andere weiter zu beschränken.

## Kontroverse
Das Thema der Detransition ist insbesondere in der Anglosphäre zu einem politischen geworden. Diverse Interessengruppen streiten sich über die Faktenbasis zu Detransitionen und über Konsequenzen, die aus den Erfahrungen von Detransitionierten und Desistern zu ziehen sind.
Die häufigste Forderung von Detransitionierten ist, dass in der psychologischen Arbeit mit dem Patienten tiefer liegende Ursachen für den Wunsch zur Transition erkundet werden, bevor irreversiblen Maßnahmen wie einer Hormonersatztherapie zugestimmt wird. Insbesondere bei Kindern und Jugendlichen sollen aufgrund der hohen Desistance-Raten alternative Behandlungsmethoden in Betracht gezogen werden, selbst wenn das Kind das Verlangen äußert, zeitig transitionieren zu wollen. Transgender-Aktivisten wie Julia Serano lehnen das ihnen zufolge überkommene Gatekeeper System (deutsch etwa: Schleusenwärter-System), bei dem die Ärzte letztlich darüber entscheiden können, ob sich eine Person beispielsweise aufgrund der Intensität oder bisherigen Dauer ihrer Geschlechtsdysphorie für die Transition qualifiziert, ab. Damit wird ihnen zufolge die mittlerweile vorherrschende gender-affirmative therapy (deutsch etwa: gender-bestätigende Therapie), bei dem der Wunsch zur Transition von Anfang an nicht hinterfragt oder beurteilt wird, ungerechtfertigterweise angezweifelt. Die von Berichten über Detransitionen befeuerte Angst, dass Menschen verleitet werden, sich als transgender zu identifizieren, erwächst laut Serano aus der transphoben Sichtweise, dass transsexuelle Körper beschädigt seien und cisgender Personen deshalb unbedingt von dem Fehler abgehalten werden müssten, sich irrtümlicherweise geschlechtsangleichenden Maßnahmen zu unterziehen. Zudem sollten die Detransitionierten, die sich alleine wegen der Transphobie, die ihnen während ihrer Zeit als transgender identifizierte Person entgegenschlägt, zur Detransition entscheiden, in der Berichterstattung Erwähnung finden. Einige der Detransitionierten seien nie wirklich transgender gewesen.
Ehemals als transgender identifizierte Personen formulieren des Weiteren den Wunsch nach mehr Forschung und besserer psychologischer Unterstützung bei einer Detransition. Forscher, die sich kritisch mit dem Thema der Transsexualität auseinandersetzen, sind jedoch oft starker Kritik ausgesetzt und werden beim wissenschaftlichen Arbeiten behindert; dies betrifft auch Untersuchungen zu Detransitionen. So wurde im Herbst 2017 bekannt, dass der britische Psychotherapeut James Caspian daran gehindert wurde, im Rahmen eines Aufbaustudiums an der Bath Spa University eine Forschungsarbeit zu Detransition anzufertigen. Ursprünglich wollte Caspian insbesondere Personen untersuchen, die geschlechtsangleichende Operationen rückgängig machen ließen; nachdem er jedoch nicht genügend gesprächswillige Betroffene gefunden hatte, weitete er das Thema seiner Arbeit auf Personen aus, die sich als transgender identifiziert hatten, nun aber wieder sozial zu ihrem Ursprungsgeschlecht detransitionierten. Als er sein Forschungsunterfangen vorstellte, wurde dieses laut Caspian von den Universität abgelehnt, weil es politisch inkorrekt sei und Kritik in den sozialen Medien auslösen könnte, was die Universität in ein negatives Licht rücken würde. Laut der Bath Spa University geschah dies jedoch aufgrund seines methodologischen Ansatzes, der die Anonymität der Betroffenen riskieren würde. Die Arbeit sei außerdem ethisch zu komplex für eine Masterarbeit. Caspian wandte sich an den High Court, um die Ablehnung seiner geplanten Forschungsarbeit überprüfen zu lassen; der Fall wurde jedoch im Februar 2019 vom Verwaltungsgericht (Administrative Court), einer Unterabteilung des High Court, verworfen. Daraufhin kündigte er an, den Fall vor den Europäischen Gerichtshof für Menschenrechte zu bringen. Dabei wird er vom Christian Legal Centre unterstützt, einer evangelikalen Organisation, die unter anderem Homosexualität ablehnt.
Während ein Großteil der Presse zurückhaltend in der Berichterstattung über Detransitionen ist, haben insbesondere politisch konservative Medien ein verstärktes Interesse daran, Studien und Erfahrungsberichte von Detransitionierten bekannt zu machen, um Transsexualität pauschal negativ darzustellen und sich gegen transfreundliche Gesetzgebung auszusprechen.
Gender-kritische Radikalfeministinnen sehen durch Detransitionen ihre Sichtweise bestätigt, dass die ihnen zufolge vom Patriarchat oktroyierten Geschlechtsrollen durch Transitionen lediglich gestärkt und insbesondere nicht den Geschlechtsrollen entsprechende Butches, also maskuline lesbische Frauen, in ein heteronormatives System eingepresst werden sollen. Ansätze des gender-kritischen Radikalfeminismus werden von manchen Frauen, die zeitweise als Transmann lebten, jedoch auch durchaus übernommen, da er sie zu einem nicht gender-konformen Verhalten und Kleidungsstil ermutigt, ohne ihnen abzuverlangen, ihr biologisches Geschlecht an diese Geschlechtsrolle anzupassen.

## Nachweise
1. ↑  Flores, Herman, Gates, N.T. Brown: How many Adults identify as Transgender in the United States. (PDF) 2016, abgerufen am 20. Dezember 2017.
2. ↑  bundesjustizamt.de (Memento des Originals vom 13. April 2021 im Internet Archive)  Info: Der Archivlink wurde automatisch eingesetzt und noch nicht geprüft. Bitte prüfe Original- und Archivlink gemäß Anleitung und entferne dann diesen Hinweis. (PDF; 598 KB)
3. ↑  Prävalenz: „Wie viele Transsexuelle gibt es in Deutschland?“ www.dgti.org www.trans-ident.de
4. ↑  AWMF: S3 Leitlinie Geschlechtsinkongruenz, Geschlechtsdysphorie und Trans-Gesundheit: Diagnostik, Beratung, Behandlung. (PDF) Abgerufen am 11. März 2020.
5. ↑  Mara Wecker, Lisa Altmeier: Trans-Begriffe: Wie mensch über Transgender spricht. In: BR. 4. Dezember 2015, abgerufen am 24. März 2019.
6. ↑  Anja Kühne: Das Queer-Lexikon: Was ist Transsexualität/Transidentität? In: Der Tagesspiegel. 29. Mai 2015, abgerufen am 24. März 2019.
7. 1 2 3  Ingo Neumayer: Transsexualität: Geschlechtsangleichung. In: Planet Wissen. 21. August 2018, archiviert vom Original (nicht mehr online verfügbar) am 24. März 2019; abgerufen am 24. März 2019.  Info: Der Archivlink wurde automatisch eingesetzt und noch nicht geprüft. Bitte prüfe Original- und Archivlink gemäß Anleitung und entferne dann diesen Hinweis.
8. ↑  Jacob Tobia: Inside One Person's Journey From Man to Woman and Back Again. In: Paper Mag. 3. April 2018, abgerufen am 23. März 2019 (englisch).
9. ↑  Tracy Clark-Flory: Detransitioning: Going From Male To Female To Male Again. In: Vocativ. 15. Juni 2015, archiviert vom Original (nicht mehr online verfügbar) am 7. November 2021; abgerufen am 23. März 2019 (amerikanisches Englisch).  Info: Der Archivlink wurde automatisch eingesetzt und noch nicht geprüft. Bitte prüfe Original- und Archivlink gemäß Anleitung und entferne dann diesen Hinweis.
10. ↑  Laura Del Favero: Ein Prozent der Transgender macht Geschlechtsangleichung rückgängig. In: Nau. 2. Juni 2018, abgerufen am 24. März 2019.
11. ↑  Qendresa Llugiqi: Vom Mann zur Frau und wieder zurück operiert. In: 20 Min. 1. Juni 2018, abgerufen am 24. März 2019.
12. 1 2 3  Katie Herzog: The Detransitioners: They Were Transgender, Until They Weren't. In: The Stranger. 28. Juni 2017, abgerufen am 24. März 2019 (amerikanisches Englisch).
13. 1 2  Kirsty Johnston: Transgender regret: Zahra Cooper went from girl to boy to back again. In: News.com.au. 1. Mai 2017, abgerufen am 24. März 2019 (australisches Englisch).
14. ↑  Charlie McCann: When girls won’t be girls. In: 1843 Magazine by The Economist. 28. September 2017, abgerufen am 23. März 2019 (englisch).
15. 1 2  Anonymous: Experience: I regret transitioning. In: The Guardian. 3. Februar 2017, abgerufen am 24. März 2019 (britisches Englisch).
16. 1 2 3  Rachel Monroe: Detransitioning: a story about discovery. In: The Outline. 4. Dezember 2016, abgerufen am 24. März 2019 (englisch).
17. ↑  Carolyn Kylstra: 20 Things Transgender People Might Want To Know About Fertility. In: Buzzfeed. 23. Juni 2015, abgerufen am 24. März 2019 (amerikanisches Englisch).
18. ↑  Fraser Myers, James Caspian: My battle with the transgender thoughtpolice: James Caspian on the suppression of his research into people who detransition. In: Spiked. 22. Februar 2019, abgerufen am 25. März 2019 (britisches Englisch).
19. ↑  Mia de Graaf: Rise in transgender reversals, says to surgeon at popular clinic. In: Daily Mail. 2. Oktober 2017, abgerufen am 24. März 2019 (britisches Englisch).
20. ↑  Lizette Borreli: Transgender women want male genitalia back after surgery. In: Newsweek. 3. Oktober 2017, abgerufen am 24. März 2019 (englisch).
21. ↑  Olivia Petter: The controversial surgery that more and more transexual people are asking for. In: Independent. 3. Oktober 2017, abgerufen am 24. März 2019 (britisches Englisch).
22. ↑  Outcry prompts CAMH to review its controversal treatment. Archiviert vom Original (nicht mehr online verfügbar) am 20. März 2015; abgerufen am 11. März 2020.  Info: Der Archivlink wurde automatisch eingesetzt und noch nicht geprüft. Bitte prüfe Original- und Archivlink gemäß Anleitung und entferne dann diesen Hinweis.
23. ↑  Kelley D. Drummond, Susan J. Bradley, Michele Peterson-Badali, Kenneth J. Zucker: A Follow-Up Study of Girls With Gender Identity Disorder. In: Developmental Psychology. Band 44, Nr. 1, 2008, S. 34–45 (researchgate.net).
24. 1 2 3 4 5 6 7  Madeleine S. C. Wallien, Peggy T. Cohen-Kettenis: Psychosexual Outcome of Gender-Dysphoric Children. In: Journal of the American Academy of Child and Adolescent Psychiatry. Band 47, Nr. 12, Dezember 2008, S. 1413–1423 (researchgate.net).
25. ↑  Diane Ehrensaft, Shawn V. Giammattei, Kelly Storck, Amy C. Tishelman, Colton Keo-Meier: Prepubertal social gender transitions: What we know; what we can learn—A viewfrom a gender affirmative lens. In: International Journal of Transgenderism. Band 19, Nr. 2, März 2018, S. 251–268, doi:10.1080/15532739.2017.1414649 (researchgate.net [PDF]).
26. ↑  Rowan Hildebrand-Chupp: More than ‘canaries in the gender coal mine’: A transfeminist approach to research on detransition. In: The Sociological Review. Band 68, Nr. 4, Juli 2020, ISSN 0038-0261, S. 800–816, doi:10.1177/0038026120934694 (sagepub.com [abgerufen am 8. Februar 2024]).
27. ↑  Jack L. Turban, Stephanie S. Loo, Anthony N. Almazan, Alex S. Keuroghlian: Factors Leading to “Detransition” Among Transgender and Gender Diverse People in the United States: A Mixed-Methods Analysis. In: LGBT Health. Band 8, Nr. 4, Juni 2021, ISSN 2325-8292, S. 273–280, doi:10.1089/lgbt.2020.0437, PMID 33794108, PMC 8213007 (freier Volltext).
28. ↑  R. Hall, L. Mitchell, J. Sachdeva: Access to care and frequency of detransition among a cohort discharged by a UK national adult gender identity clinic: retrospective case-note review. In: BJPsych Open. Band 7, Nr. 6, November 2021, ISSN 2056-4724, S. e184, doi:10.1192/bjo.2021.1022 (cambridge.org [abgerufen am 14. Juli 2023]).
29. ↑  Lisa Littman: Individuals Treated for Gender Dysphoria with Medical and/or Surgical Transition Who Subsequently Detransitioned: A Survey of 100 Detransitioners. In: Archives of Sexual Behavior. Band 50, Nr. 8, 1. November 2021, ISSN 1573-2800, S. 3353–3369, doi:10.1007/s10508-021-02163-w.
30. 1 2  Thomas D. Steensma, Jenifer K. McGuire, Baudewijntje P. C. Kreukels, Anneke J. Beekman, Peggy T. Cohen-Kettenis: Factors associated with desistence and persistence of childhood gender dysphoria: a quantitative follow-up study. In: Journal of the American Academy of Child and Adolescent Psychiatry. Band 52, Nr. 6, Juni 2013, S. 582–590, doi:10.1016/j.jaac.2013.03.016 (vu.nl [PDF]).
31. ↑  The Desistance Narrative Is Junk Science. 1. Januar 2016, abgerufen am 12. März 2022 (englisch).
32. ↑  Julia Temple Newhook, Kelley Winters, Jake Pyne, Ally Jamieson, Cindy Holmes: Teach your parents and providers well. In: Canadian Family Physician. Band 64, Nr. 5, Mai 2018, ISSN 0008-350X, S. 332–335, PMID 29760251, PMC 5951646 (freier Volltext).
33. ↑  Family Court of Australia: Re:Kelvin. (PDF) Abgerufen am 12. März 2022.
34. 1 2 3  Friedemann Pfäfflin: Regrets After Sex Reassignment Surgery. In: Journal of Psychology & Human Sexuality. Band 5, Nr. 4, Mai 1993, S. 69–85, doi:10.1300/J056v05n04_05 (researchgate.net).
35. 1 2 3 4 5 6 7  A. J. Kuiper, P. T. Cohen-Kettenis: Gender Role Reversal among Postoperative Transsexuals. In: The International Journal of Transgenderism. Band 2, Nr. 3, September 1998 (archive.org).
36. 1 2 3 4 5 6  Cecilia Dhejne, Katarina Oberg, Stefan Arver, Mikael Landén: An Analysis of All Applications for Sex Reassignment Surgery in Sweden, 1960–2010: Prevalence, Incidence, and Regrets. In: Archives of Sexual Behavior. Band 43, Nr. 8, Mai 2014, doi:10.1007/s10508-014-0300-8 (researchgate.net).
37. 1 2 3  Sara Danker, Sasha K. Narayan, Rachel Bluebond-Langner, Loren S. Schechter, Jens U. Berli: Abstract: A Survey Study of Surgeons’ Experience with Regret and/or Reversal of Gender-Confirmation Surgeries. In: Plastic and Reconstructive Surgery – Global Open. Band 6, 8S, August 2018, S. 189, doi:10.1097/01.GOX.0000547077.23299.00 (lww.com [PDF; abgerufen am 26. März 2019]).
38. ↑  Valeria P. Bustos, Samyd S. Bustos, Andres Mascaro, Gabriel Del Corral, Antonio J. Forte, Pedro Ciudad, Esther A. Kim, Howard N. Langstein, Oscar J. Manrique: Regret after Gender-affirmation Surgery: A Systematic Review and Meta-analysis of Prevalence. In: Plastic and Reconstructive Surgery. Global Open. Band 9, Nr. 3, März 2021, ISSN 2169-7574, S. e3477, doi:10.1097/GOX.0000000000003477, PMID 33968550, PMC 8099405 (freier Volltext) – (nih.gov [abgerufen am 8. August 2025]).
39. ↑  Sarah M. Thornton, Armin Edalatpour, Katherine M. Gast: A systematic review of patient regret after surgery- A common phenomenon in many specialties but rare within gender-affirmation surgery. In: The American Journal of Surgery. Band 234, 1. August 2024, ISSN 0002-9610, S. 68–73, doi:10.1016/j.amjsurg.2024.04.021, PMID 38688814 (americanjournalofsurgery.com [abgerufen am 8. August 2025]).
40. ↑  Walt Heyer: Childhood Sexual Abuse, Gender Dysphoria, and Transition Regret: Billy's Story. In: Public Discourse. 26. März 2018, abgerufen am 26. März 2019 (amerikanisches Englisch).
41. 1 2  Jesse Singal: When Children Say They’re Trans. In: The Atlantic. Juli 2018, abgerufen am 23. März 2019 (amerikanisches Englisch).
42. ↑  Jamie Shupe: You Can’t Feel Like A Girl: An Essay By Jamie Shupe. In: Medium. 28. November 2018, archiviert vom Original (nicht mehr online verfügbar) am 28. Juli 2020; abgerufen am 20. März 2019 (amerikanisches Englisch).  Info: Der Archivlink wurde automatisch eingesetzt und noch nicht geprüft. Bitte prüfe Original- und Archivlink gemäß Anleitung und entferne dann diesen Hinweis.
43. ↑  Walt Heyer: The Experiment on Our Children: Doctors Don’t Know Who the Real Trans Kids Are. In: Public Discourse. 12. Juni 2017, abgerufen am 26. März 2019 (amerikanisches Englisch).
44. 1 2 3  Julia Serano: Detransition, Desistance, and Disinformation: A Guide for Understanding Transgender Children… In: Medium. 2. August 2016, abgerufen am 26. März 2019 (amerikanisches Englisch).
45. 1 2 3  German Lopez: The debate about transgender children and "detransitioning" is really about transphobia. In: Vox. 9. August 2016, abgerufen am 26. März 2019 (amerikanisches Englisch).
46. ↑  Hannah Ellis-Petersen: BBC film on child transgender issues worries activists. In: The Guardian. 11. Januar 2017, abgerufen am 26. März 2019 (britisches Englisch).
47. ↑  Julia Serano: Stop pitting detransitoners against happily transitioned people | Whipping Girl. In: Blog von Julia Serano. 30. Juni 2017, abgerufen am 26. März 2019 (amerikanisches Englisch).
48. ↑  Robyn Kanner: I Detransitioned. But Not Because I Wasn't Trans. In: The Atlantic. 22. Juni 2018, abgerufen am 23. März 2019 (amerikanisches Englisch).
49. ↑  Riki Wilchins: No, De-Transitioning Is Not a Thing. In: Advocate. 7. Juli 2017, abgerufen am 26. März 2019 (amerikanisches Englisch).
50. ↑  Marc Neumann: Wenn’s um Transgender geht, brennen die Sicherungen zuverlässig durch. In: Neue Zürcher Zeitung. 10. September 2018, abgerufen am 26. März 2019.
51. ↑  Alice D. Dreger: The Controversy Surrounding The Man Who Would Be Queen: A Case History of the Politics of Science, Identity, and Sex in the Internet Age. In: Archives of Sexual Behavior. Band 37, Nr. 3, Juni 2008, ISSN 0004-0002, S. 366–421, doi:10.1007/s10508-007-9301-1, PMID 18431641, PMC 3170124 (freier Volltext).
52. 1 2  Sally Weale: University 'turned down politically incorrect transgender research'. In: The Guardian. 25. September 2017, abgerufen am 25. März 2019 (britisches Englisch).
53. 1 2  BBC-Redaktion: Bath Spa University 'blocks transgender research'. In: BBC. 25. September 2017, abgerufen am 25. März 2019 (britisches Englisch).
54. 1 2  Rachael Revesz: Academic gagged from researching trans people who reverse gender reassignment speaks out: 'I was astonished'. In: Independent. 25. September 2017, abgerufen am 25. März 2019 (britisches Englisch).
55. ↑  Sam Petherick: Ex-Bath Spa student fails in court fight vs university. 20. Februar 2019, abgerufen am 28. Februar 2025 (englisch).
56. ↑  Maggie Baska: Psychotherapist takes detransition research fight to European Court of Human Rights. 9. Februar 2021, abgerufen am 28. Februar 2025 (amerikanisches Englisch).
57. 1 2  Jamie Johnson: Proposal to research 'trans regret' rejected by university for fear of backlash, claims psychotherapist. In: The Telegraph. 19. Februar 2019, ISSN 0307-1235 (telegraph.co.uk [abgerufen am 28. Februar 2025]).
58. ↑  Sam Petherick: Ex-Bath Spa student fails in court fight vs university. In: Somerset Live. 20. Februar 2019, abgerufen am 25. März 2019 (britisches Englisch).
59. ↑  Jamie Johnson: Proposal to research 'trans regret' rejected by university for fear of backlash, claims psychotherapist. In: The Telegraph. 19. Februar 2019, abgerufen am 25. März 2019 (britisches Englisch).
60. ↑  Gabriella Swerling: Psychotherapist blocked from studying ‘trans regret’ takes case to the European Court. In: The Telegraph. 5. Februar 2021, ISSN 0307-1235 (telegraph.co.uk [abgerufen am 28. Februar 2025]).
61. ↑  Jake McKee: Anti-LGBTQ+ Christian group defends man charged with breaking conversion therapy ban. 21. Januar 2023, abgerufen am 28. Februar 2025 (amerikanisches Englisch).
62. ↑  Sheila Jeffreys: Gender hurts: A feminist analysis of the politics of transgenderism. Routledge, London/New York 2014, ISBN 978-0-415-53939-5, S. 73 ff.
63. ↑  Michelle Goldberg: What Is a Woman? The dispute between radical feminism and transgenderism. In: The New Yorker. 4. August 2014, abgerufen am 26. März 2019 (amerikanisches Englisch).